# أندريه بودن
أندريه بودن (بالإنجليزية: Andre Bowden)‏ هو لاعب كرة قدم أمريكية أمريكي، ولد في 4 أبريل 1968 في فاكواي فارينا في الولايات المتحدة.

## وصلات خارجية
- أندريه بودن على موقع JustSportsStats.com (الإنجليزية)